# Seattle Reign 1996-1997
La stagione 1996-97 delle Seattle Reign fu la 1ª nella ABL per la franchigia.
Le Seattle Reign arrivarono terze nella Western Conference con un record di 17-23, non qualificandosi per i play-off.

## Roster
| N° | Naz.                   | Ruolo | Sportivo         | Anno | Alt. | Peso |
| -- | ---------------------- | ----- | ---------------- | ---- | ---- | ---- |
|    | Stati Uniti (bandiera) | GA    | Angela Aycock    | 1973 | 188  | 78   |
|    | Stati Uniti (bandiera) | AC    | Cindy Brown      | 1965 | 188  | 83   |
|    | Stati Uniti (bandiera) | A     | Tara Davis       | 1972 | 178  | 73   |
|    | Stati Uniti (bandiera) | A     | Amy Gamble       | 1964 | 178  | 74   |
|    | Stati Uniti (bandiera) | AC    | Linda Godby      | 1968 | 198  | 74   |
|    | Stati Uniti (bandiera) | G     | Christy Hedgpeth | 1972 | 176  | 65   |
|    | Stati Uniti (bandiera) | C     | Venus Lacy       | 1967 | 193  | 86   |
|    | Ungheria (bandiera)    | G     | Andrea Nagy      | 1971 | 170  | 67   |
|    | Stati Uniti (bandiera) | C     | Debbie Osburn    | 1972 | 193  |      |
|    | Stati Uniti (bandiera) | G     | Kate Paye        | 1974 | 173  | 68   |
|    | Stati Uniti (bandiera) | AC    | Tari Phillips    | 1969 | 188  | 91   |
|    | Stati Uniti (bandiera) | C     | Rhonda Smith     | 1973 | 191  | 84   |
|    | Stati Uniti (bandiera) | G     | Debra Williams   | 1972 | 173  | 73   |

## Staff tecnico
- Allenatore: Jacquie Hullah